# Cristian Blanco
Cristián Blanco Betancur (Rionegro, 29 de enero de 1999) es un futbolista colombiano que juega de defensa en Águilas Doradas de la Categoría Primera A de Colombia.

## Club
| Club                 | País     | Año   | Partidos | Goles |
| -------------------- | -------- | ----- | -------- | ----- |
| Atlético Nacional    | Colombia | 2020  | 30       | 0     |
| Envigado F. C.       | Colombia | 2021  | 0        | 0     |
| Atlético Bucaramanga | Colombia | 2021  | 17       | 1     |
| Total                | Total    | Total | 47       | 1     |